# Napier-csontok

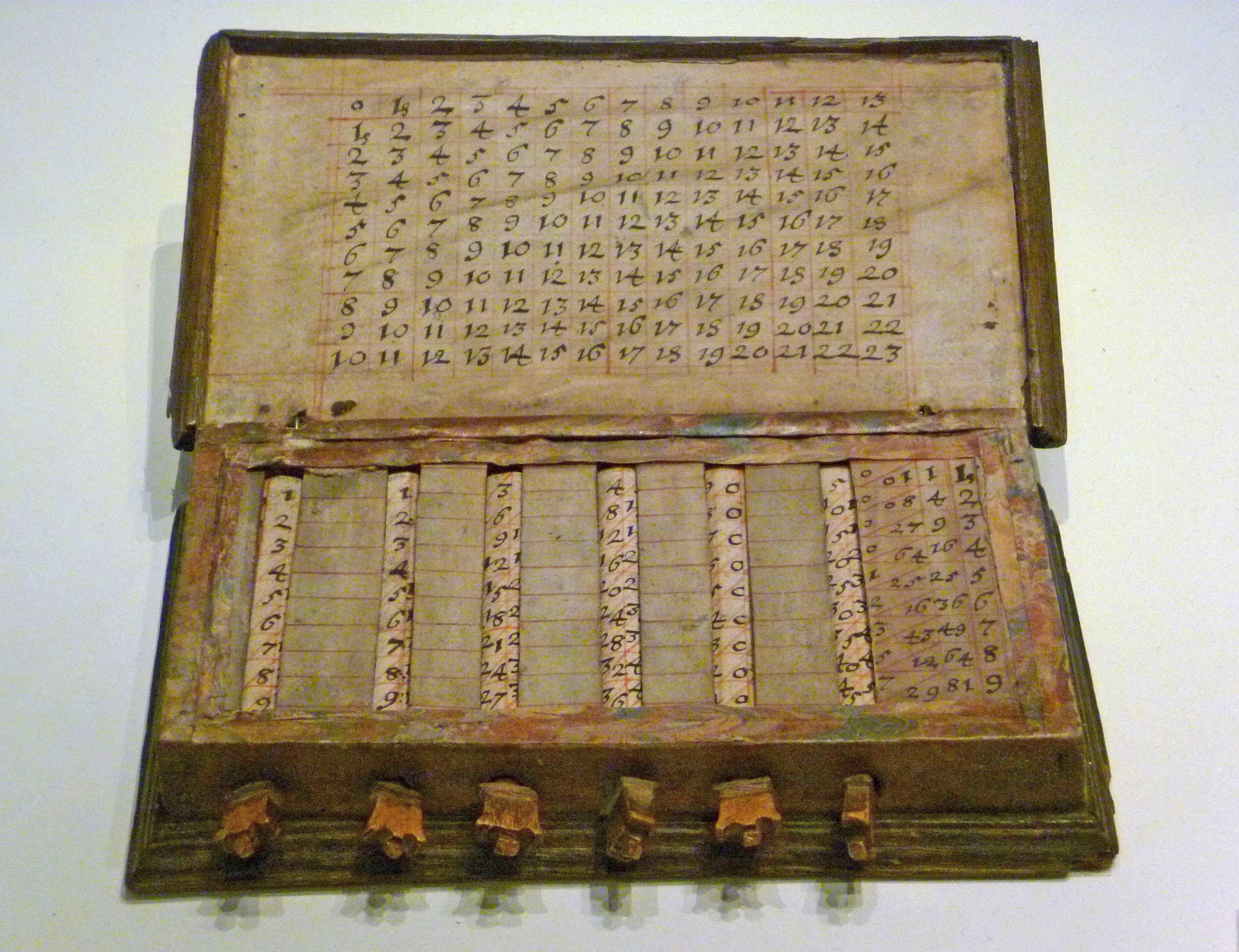
Napier-csontok

A Napier-csontok nevezetű eszköz egy mechanikus elven működő számolóeszköz (számolópálcák), melyet John Napier alkotott meg. Csontokból formálták ki azokat a rudakat, melyek a számsorokat alkották, innen az elnevezés.
A rácsos szorzás elvét jeleníti meg ez az eszköz. (Ez a módszer számos néven létezik: olasz módszer, kínai módszer, Gelosia módszer.)
A rudakba ágyazott szorzótáblák segítségével a szorzás összeadásra, az osztás pedig kivonásra redukálható. A rudakkal négyzetgyököt is lehet vonni. Napier csontjai nem azonosak a logaritmusokkal, amelyekhez Napier neve is társul.
A komplett készülék általában tartalmaz egy peremes alaplapot; a felhasználó a Napier-rudakat a perem belsejébe helyezi a szorzás vagy osztás végrehajtása érdekében. A tábla bal széle kilenc négyzetre van osztva, amelyeken az 1-től 9-ig terjedő számok vannak. A Napier eredeti kialakításában a rudak fémből, fából vagy elefántcsontból készültek, és négyzet keresztmetszetűek. Mindegyik rúdra van gravírozva egy szorzótábla mind a négy lapon. Néhány későbbi kivitelben a rudak laposak, két asztallal vagy csak egy gravírozással rendelkeznek, és műanyagból vagy nehéz kartonból készülnek. Az ilyen csontok egy készletét hordkeretre lehet tenni.
A rúd oldalát kilenc négyzet jelöli. A felső kivételével minden négyzet két felére van osztva egy átlós vonallal, amely a bal alsó saroktól a jobb felsőig húzódik. A négyzetek egy egyszerű szorzótáblát tartalmaznak. Az első egy számjegyet tartalmaz, amelyet Napier „egyesnek” nevezett. A többiek az egy többszöröseit tartják, nevezetesen az egyes kétszeresét, háromszorosát és így tovább egészen a kilencedik négyzetig, amely kilencszeres számot tartalmaz a felső négyzetben. Az egyjegyű számokat a jobb alsó háromszögbe írjuk úgy, hogy a másik háromszöget üresen hagyjuk, míg a kétjegyű számokat az átló mindkét oldalára egy számjeggyel írjuk. Ha a táblázatokat egyoldalas rudakon tartják, 40 rúdra van szükség a 4 jegyű számok szorzásához – mivel a számok ismétlődő számjegyeket tartalmazhatnak, a szorzótábla négy példánya szükséges a 0-tól 9-ig terjedő számjegyek mindegyikéhez. Ha négyzetes rudakat használunk, a 40 szorzótábla 10 rúdra írható. Napier részletesen ismertette a táblázatok elrendezésének sémáját úgy, hogy egyetlen rúdnak sincs két példánya ugyanabból a táblázatból, ami lehetővé teszi, hogy minden lehetséges négyjegyű számot a 10 rúd közül 4 képviseljen. A Napier 10 rúdjának két egyforma másolatából álló 20 rúdkészlet lehetővé teszi a legfeljebb nyolc számjegyű számokkal történő számítást, a 30 rúdkészlet pedig 12 jegyű számokhoz használható.

## Fordítás
- Ez a szócikk részben vagy egészben  a   Napier's bones című angol Wikipédia-szócikk ezen változatának fordításán alapul.  Az eredeti cikk szerkesztőit annak laptörténete sorolja fel. Ez a jelzés csupán a megfogalmazás eredetét és a szerzői jogokat jelzi, nem szolgál a cikkben szereplő információk forrásmegjelöléseként.